# Orašac (Aranđelovac, Srbija)
Orašac je naselje u općini Aranđelovac, u Šumadiji (Srbija).
Bio je poprište Prvog srpskog ustanka.